# Duska László
Vitéz Duska László (Bártfa, 1912. február 5. – Calgary, 1987. október 1.) hivatásos katonatiszt, százados. A Magyar 2. hadsereg-hez tartozó 37/III. zászlóaljnak a parancsnoka volt. 1943 januárjában egységével szuronyrohammal áttörte az osztrogorszki gyűrűt és megnyitotta az utat a 13. könnyű hadosztály előtt. Érdemeiért a 2. magyar hadseregből egyedüliként kapta meg a Magyar Tiszti Vitézségi Érmet.

## Életrajza
A Magyar Királyi Hondvédségben egyszerű tisztviselőként kezdte. Tanulmányait a Ludovika Akadémián végezte. 1934. szeptember 1-jétől hadnagy, 1938. november 1-jétől főhadnagy, 1942. március 30-tól százados. Részt vett a Felvidéki és Erdélyi bevonulásban, majd a Délvidéki hadjáratban.

## Az osztogozsszki hős
1942-ben a 2. magyar hadsereg alárendeltségébe tartozó 13. könnyű hadosztály 31. gyalogezredéhez tartozó 37/III zászlóalj századparancsnoka. 1942. szeptember 24-én megsebesült. 1943. január elején kinevezték az ismételten felállításra kerülő 37/III. zászlóalj parancsnokának. Az 1943. január 12-i és 14-i áttörést követően a 13. könnyű hadosztály (és néhány hozzá irányított egység) valamint a német 168. hadosztály Osztrogozsszkban körvédelemre rendezkedett be.
1943. január 18-án a veszteségek miatt a 31. gyalogezred két-két zászlóalját összevonták, és az így kialakuló 37/III, 31/I közös zászlóaljak parancsnoka lett Duska-csoport néven.
1943. január 19-én a 13. könnyű hadosztály, mint a kitörő egységek utóvédje átvette a város védelmét és megkezdte a kiürítést. A kivonuló csapatok Novij Olsanál elakadtak és súlyos harcokba keveredtek. Az útvonal megnyitása Duska László és egysége nevéhez fűződik, akik Novij Olsantól délre elérték a szovjet nehéztüzér-állásokat és azt megrohamozták. Az itt elfoglalt állás következtében egy 3–4 km széles rés keletkezett a gyűrűn, amelyen át a 13. könnyű hadosztály egységei el tudtak vonulni. A százados a harcokban kezén és mellkasán is súlyosan megsérült. A Sára Sándor nevével fémjelzett Krónika "Kitörés" című részében parancsnoka, Rumi Lajos ezredes nagy elismeréssel beszél róla.
Vitéz Duska László százados, így emlékszik vissza: „9 óra 30 perckor kapom a 13. hadosztály parancsnokának személyes szóbeli parancsát: »Biztosítsad a hadosztály bal oldalát.« Sok vesztegetni való időnk nincs, mert az oroszok 800 méterre vannak. Ezért a legelső géppuskát személyesen helyezem tüzelőállásba a vasúti töltés oldalán, egy leégett tehervonat tetején. A kezelő idegessége miatt magam kezdem lőni az ellenséget... A vasútvonal mellett vitéz Békássy Szabolcs orvos százados a 30. gyalogezred vezető orvosa jobb kezén és jobb lábfején repeszdaraboktól sebesült, csizmáját és kézfejét elöntötte a vér. Így a hóban térdelve kötözött egy vállán átlőtt honvédet.”
Bátorságáért és helytállásáért 1943-ban felvették a Vitézi Rendbe, és egyedüliként megkapja a Magyar Tiszti Vitézségi Érmet.

## A frontszolgálat után
Hazatérése és felépülése utána Magyar Királyi Hadiakadémián tanult. 1944 decemberében három társával (Halmai Jenő, Molnár Gusztáv és Trócsányi Pál) Kőszegről a német Hadiakadémiára kerültek a modern szervezésű német gépesített hadosztály szervezete és harcvezetési ismeretek elsajátítására.
A háború végén francia megszállási övezetbe kerül. Itt a magyar alakulatok megtarthatták fegyvereiket (Franciaországgal hivatalosan nem álltunk hadban), sőt parancsnoki beosztást töltött be az ehrenbreitsteini várban.

## A háború után
Kanadában, Calgary-ban telepedett le. Geofizikusként dolgozott. Alapító elnöke volt a Széchenyi Társaságnak. Kanadában országos pénzgyűjtési kampányt indított el és 1977-re 300 000 dollárt sikerült összeszedni a kanadai magyarságtól. A pénzösszegből létrejött alapítvány a Torontói Egyetemmel létrehozta a Magyar Tanszéket.
Elnöke lett a Magyar Harcosok Bajtársi Közössége szervezetnek, amely sok ezer emigráns katonatisztet fogott össze.
2000-ben létrejött a nevét viselő alapítvány: vitéz Duska László Ösztöndíj Alapítvány, amely évente egy hallgató részére biztosít magyar kurzust.

## Kitüntetései
- Magyar Tiszti Vitézségi Érem
- Felvidéki Emlékérem
- Erdélyi Emlékérem
- Délvidéki Emlékérem
- Magyar érdemrend lovagkeresztje hadiszalagon kardokkal
- Tűzkereszt I fokozata
- Tűzkereszt I fokozata másodszor adományozva

## Művei
- Magyar Katonai Szemle 1939/8 Repülők felismerése.
- Magyar Katonai Szemle 1939/12 Önállóságra neveljünk.
- Magyar Katonai Szemle 1943/06 Néhány száz méterrel...